# Comté de Custer (Dakota du Sud)
Pour les articles homonymes, voir Comté de Custer.
Le comté de Custer est un comté situé dans l'État du Dakota du Sud, aux États-Unis. En 2010, sa population est de 8 216 habitants. Son siège est Custer.

## Histoire
Créé en 1875, le comté est nommé en l'honneur du général George Armstrong Custer.

## Villes du comté
- City :
  - Custer

- Towns :
  - Buffalo Gap
  - Fairburn
  - Hermosa
  - Pringle

## Démographie
Selon l'American Community Survey, en 2010, 96,33 % de la population âgée de plus de 5 ans déclare parler l'anglais à la maison, 1,79 % l'espagnol, 0,80 % dakota, 0,63 % l'allemand et 0,45 % une autre langue.
| 1880 | 1890  | 1900  | 1910  | 1920  | 1930  |
| ---- | ----- | ----- | ----- | ----- | ----- |
| 995  | 4 891 | 2 728 | 4 458 | 3 907 | 5 353 |

| 1940  | 1950  | 1960  | 1970  | 1980  | 1990  |
| ----- | ----- | ----- | ----- | ----- | ----- |
| 6 023 | 5 517 | 4 906 | 4 698 | 6 000 | 6 179 |

| 2000  | 2010  | - | - | - | - |
| ----- | ----- | - | - | - | - |
| 7 275 | 8 216 | - | - | - | - |

## Sites protégés
- Forêt nationale des Black Hills (partiellement)
  - Black Elk Wilderness (en) (partiellement)
- Buffalo Gap National Grassland (partiellement)
- Parc d'État de Custer
  - Sunday Gulch Trail (sentier presque entièrement protégé au sein du Parc)
- Jewel Cave National Monument
- Parc national de Wind Cave
- District historique de Wind Cave National Park Administrative and Utility Area